# 迪爾 (阿肯色州)
迪爾（英語：Deer）是位於美國阿肯色州牛頓縣的一個非建制地區。該地的面積和人口皆未知。

## 地理
迪爾的座標為35°49′36″N 93°12′34″W / 35.82667°N 93.20944°W，而該地的平均海拔高度為713米（即2339英尺）。